# Музыкальность
Музыкальность — музыкальная одарённость, абсолютный слух, комплекс природных задатков, обеспечивающих возможность воспитания в человеке музыкального вкуса, способности полноценного восприятия музыки, подготовки из него музыканта-профессионала. Основные музыкальные способности передаются по наследству, в связи с этим история музыки знает целые династии музыкантов (семья Бахов). Для выявления музыкальных способностей разработаны различные тесты.

## Эволюционная природа
У первых гоминидов до появления речи была развита нечленораздельная звуковая коммуникация с помощью ритма, тембра, простейших «мелодий» и т. п. По мнению норвежских ученых Аре Бреана и Гейра Скейе именно так у вида Homo Sapiens появилась музыкальность и способность эмоционального отклика на музыку.

## Значение
Чувствительность к музыке, музыкальный талант или качество, состояние музыкального бытия, используется для обозначения определённых качеств, таких как мелодичность и гармоничность. Лицо, обладающее музыкальностью, имеет способность воспринимать и воспроизводить различия в аспектах музыки, включая высоту тона, ритм и гармонию.

## Виды
Существует два типа музыкальности: способность восприятия музыки (музыкальная восприимчивость) и способность воспроизводить и создавать музыку (музыкальное творчество).
Задатки музыкальности по данным современной музыкальной психологии имеются у каждого человека, хотя порой они остаются своевременно не обнаруженными или неразвитыми.
Важнейшим из них является музыкальный слух. При этом наличие абсолютного слуха или тонкого относительного слуха оказывается менее важным, чем способность ощущать ладофункциональные отношения звуков.
Большое значение имеет чувство ритма. Ценным задатком является музыкальная память. Особо выделяют композиторские задатки: музыкальную фантазию, способность представлять себе звучания и их исследования, «мыслить в звуках».

## Другие данные
Успех воспитания музыканта-профессионала определяется не только собственно музыкальностью, но и другими данными. Так, для певца решающее значение имеет наличие красивого по тембру голоса и способности управлять им. Для музыканта-исполнителя важны также строение, подвижность и управляемость руки, пальцев, для исполнителя-духовика, помимо этого, и состояние дыхательного аппарата.